# سابين فيرنر
سابين فيرنر (بالألمانية: Sabine Werner)‏ هي عالمة كيمياء حيوية ألمانية، ولدت في 5 سبتمبر 1960 في توبينغن في ألمانيا.